# Creighton (Südafrika)
Creighton ist ein Ort in der südafrikanischen Provinz KwaZulu-Natal. Er liegt in der Lokalgemeinde Dr Nkosazana Dlamini Zuma im Distrikt Harry Gwala und war bis 2016 Sitz der Gemeinde Ingwe. Später wurde es Verwaltungssitz der Gemeinde Dr Nkosazana Dlamini Zuma.

## Geographie
2011 hatte Creighton 899 Einwohner. Der Ort liegt etwa 35 Kilometer nordwestlich von Ixopo.

## Geschichte
Der Ort wurde 1865 gegründet. Er wurde später nach dem Geburtsnamen der Frau von Sir Henry McCullum benannt, der 1901 bis 1907 Gouverneur von Natal war. 1947 wurde ein Health Committee als Stadtverwaltung gegründet.

## Wirtschaft und Verkehr
Creighton liegt westlich der Fernstraße R612, die unter anderem von Ixopo bis östlich von Underberg verläuft. Eine im Güterverkehr betrieben Nebenbahn führt von Pietermaritzburg über Creighton nach Kokstad. Gelegentlich verkehren von einer Dampflokomotive gezogene Sonderzüge von Pietermaritzburg nach Creighton unter der Bezeichnung Eshayamoya Train Ride.